# Al Atkins
Allan John "Al" Atkins (født 14. oktober 1947 i West Bromwich, Birmingham, England) er en hård rock-vokalist, nok bedst kendt for sin forbindelse til Judas Priest. Han begyndte sin musikalske karriere i 1966, hvor han sang i en række blues rockbands før han dannede et band med navnet Judas Priest (navngivet efter Bob Dylan-sangen The Ballad of Frankie Lee and Judas Priest). Dette band, som slet ikke var relateret til heavy metal, varede indtil 1969.
På dette tidspunkt begyndte bands som Led Zeppelin og Black Sabbath at komme frem, og Atkins var interesseret i at følge samme musikalske retning. De to Birmingham-musikere K.K. Downing og Ian Hill havde lignende musikalske interesser, så de slog sig sammen med Atkins og dannede et nyt band, som de navngav Freight. Atkins brød sig ikke om navnet, så han anbefalede at de skulle kalde sig Judas Priest, da han ejede rettighederne til navnet. Efter at være blevet populære i området omkring Birmingham indspillede det Atkins-ledede Judas Priest en demo i 1971, som fik opmærksomhed fra Tony Iommi's managementfirma, men ikke skabte kontakt til nogle af Londons store pladeselskaber. Selvom koncerterne gradvist blev bedre, måtte bandet også slås med stigende udgifter og havde ikke udsigt til nogen pladekontrakt i den umiddelbare fremtid.
Da Atkins havde en ung datter at forsørge, blev han tvunget til at tage et almindeligt arbejde i 1973, og måtte forlade Judas Priest. Han blev afløst af Rob Halford, som kom til at synge mange sange som oprindeligt var skrevet af Atkins. På den måde er albummet Rocka Rolla et eksempel på Atkins' oprindelige planer for bandets musik. Atkins dannede senere et andet band, Lion, og gik solo efter det blev opløst. Atkins har stadig kontakt til sine tidligere Judas Priest-kollegaer, som hjalp ham på Victim of Changes, som indeholdt genindspillede versioner af sange han havde skrevet i starten af 1970'erne.

## Solodiskografi
- Judgement Day (1990)
- Dreams of Avalon (1991)
- Heavy Thoughts (1994)
- Victim of Changes (1998)
- Demon Deceiver (2007)